# Drosophila septacoila
Drosophila septacoila är en tvåvingeart som beskrevs av Gai och Krishnamurthy 1984. Drosophila septacoila ingår i släktet Drosophila och familjen daggflugor.
Artens utbredningsområde är Indien.